# Tamás Ascher
Dans le nom hongrois  Ascher Tamás, le nom de famille précède le prénom, mais cet article utilise l’ordre habituel en français Tamás  Ascher, où le prénom précède le nom.
Pour les articles homonymes, voir Ascher.
Tamás Ascher est un acteur, metteur en scène et réalisateur hongrois, né le 3 mars 1949 à Budapest (Hongrie).

## Théâtre

### Mise en scène
Au théâtre Gergely Csiky de Kaposvár  
- 1975 : Le Cercle de craie caucasien de Brecht
- 1975 : En attendant Godot de Beckett
- 1978 : Légendes de la forêt viennoise (Geschichten aus dem Wienerwald) de Ödön von Horváth
- 1980 : Hamlet de Shakespeare
- 1982 : Casimir et Caroline de Ödön von Horváth
- 1991 : Le Misanthrope de Molière
- 1995 : La Visite de la vieille dame de Friedrich Dürrenmatt

Au théâtre József Katona  
- 1985 : Les Trois Sœurs de Tchekhov
- 1990 : Platonov de Tchekhov
- 1994 : Ce soir on improvise de Pirandello
- 1997 : Les Présidentes de Werner Schwab
- 1998 : Arcadia de Tom Stoppard
- 2001 : L'Opéra de quat'sous de Brecht
- 2004 : Rêve d'automne (en) de Jon Fosse
- 2004 : Ivanov de Tchekhov